# Хейниш, Георг
Георг Хейниш (также Георг Гейниш, нем. Georg Heinisch) — военный и государственный деятель эпохи «Третьего рейха», гебитскомиссар Мелитополя в составе Рейхскомиссариата Украина (1 сентября 1942 — 14 сентября 1943 года). Один из главных организаторов массовых репрессий против мирного населения Мелитополя.

## Биография
Родился 8 ноября 1901 года в городе Нойштадт в семье торговца. В 1923 году вступил в НСДАП. Был организатором и руководителем отряда СД в Бремене и Франкфурте-на-Майне, затем до 1941 года заместителем начальника штаба Гесса.
1 сентября 1942 года Хейниш был назначен гебитскомиссаром новоучреждённого округа Мелитополь, вошедшего в состав генерального округа Крым (полуокруга Северная Таврия) рейхскомиссариата Украина. Округ Мелитополь примерно соответствовал территориям нынешних Мелитопольского и Приазовского районов и имел население 193 тысячи человек (1943).
В обязанности Хейниша как гебитскомиссара входило управление хозяйством на оккупированной территории и заготовка сельскохозяйственных продуктов для снабжения армии и германского тыла. Для увеличения заготовок продукции и борьбы с саботажем Хейниш прибегал к репрессиям. Как он сам позже признался на Харьковском процессе 1943 года, за время его руководства Мелитопольским округом было уничтожено 3-4 тысячи человек. За это время было проведено несколько массовых операций. В частности, в ночь под Рождество в декабре 1942 года за саботаж и антигерманские настроения было арестовано сразу 1200 человек. Арестованные были отправлены в Симферопольский лагерь для военнопленных и там расстреляны или казнены с помощью газвагенов.
Когда осенью 1943 года линия фронта подошла к Мелитополю, Хейниш получил от полевого коменданта генерала Тазера приказ провести насильственную эвакуацию населения. Одновременно хозяйственными отрядами армии были разрушены важные в оборонительном плане здания и учреждения города.
Когда в конце сентября 1943 года Хейниш пытался выехать из Мелитополя, его автомобиль попал в засаду, устроенную советской разведгруппой под командованием лейтенанта Михаила Ивановича Зубарева, и Хейниш был взят в плен.
15-18 декабря 1943 года на Харьковском процессе Хейниш выступил в роли свидетеля. Он признавал преступления оккупационных властей, однако настаивал, что его собственное участие в репрессиях сводилось к исполнению приказов:

Как национал-социалист я призван выполнять приказания и указания, полученные от фюрера. Однако я отрекаюсь от жестокостей.

В 1946 году Георг Хейниш предстал перед судом, проходившем с 17 по 28 января в Киевском доме офицеров.
Хейниш был признан виновным в убийстве 5000 мирных жителей и приговорён судом к смертной казни. 29 января 1946 года вместе с другими нацистами, осуждёнными на Киевском процессе, Георг Хейниш был повешен на нынешнем майдане Незалежности.